# Igil
L'igil è uno strumento tradizionale tuvano a due corde, suonato con un archetto. Esso è noto anche come ikil in Mongolia occidentale. Il manico e la cassa armonica sono generalmente ricavati da legno di pino o larice. La cassa armonica è ricoperta con una pelle o con una sottile tavola di legno. Le corde, anche quelle dell'archetto, sono tradizionalmente ricavate da crine di cavallo, ma possono anche essere in nylon. Come il morin khuur della Mongolia, l'igil tipicamente termina il manico con una testa di cavallo intagliata.
L'igil viene tenuto in posizione quasi verticale quando viene suonato, con la cassa rivolta in basso.  La tecnica classica per suonare lo strumento prevede di toccare le corde con le unghie o con la punta delle dita, ma senza esercitare pressione sulle corde stesse. L'igil non ha tasti. L'archetto viene utilizzato con l'altra mano.
Lo strumento aveva un intero genere dedicato, con un repertorio di canzoni pensate per essere suonate solo con l'igil. Durante il periodo sovietico nel Tuva vi furono vari tentativi di "modernizzare" l'igil. Non furono in realtà altro che tentativi di rendere lo strumento più simile agli strumenti ad arco occidentali. Tuttavia gli strumenti e gli stili musicali utilizzati dalla maggior parte dei musicisti tuvani attuali sono generalmente gli stessi di quelli tradizionali.
Alcuni famosi suonatori di igil sono Ak-ool Kara-sal, Kaigal-ool Khovalyg e Evgenii Saryglar.